# 触摸板
觸控板（TouchPad或TrackPad），是一种广泛应用于笔记本电脑上的输入设备。其利用感應用户手指的移动来控制指针的动作。
觸控板可以视作是一种鼠标的替代物。在其他一些便携式设备上，如个人数码助理与一些便携影音设备上也能找到触摸板。受到设计限制，触摸板通常不大于20平方厘米。这其中以苹果公司MacBook Pro配备的多点触控板最为出色，可用於螢幕放大縮小等手勢(gesture)，以及手寫輸入之用途。它利用了苹果的多點觸控技术。这项技术最早由FingerWorks（旧金山的一家小公司，后被苹果收购）研发并申请专利，后来首先被应用在iPhone上。